# Papyrus 115
Papyrus 115 (nach Gregory-Aland mit Sigel {\displaystyle {\mathfrak {P}}}115 bezeichnet) ist eine frühe griechische Abschrift des Neuen Testaments. Bernard Pyne Grenfell und Arthur Surridge Hunt entdeckten den Papyrus in Oxyrhynchus in Ägypten. Als Teil der Oxyrhynchus Papyri trägt er die Nummer P. Oxy. 4499. Dieses Papyrusmanuskript besteht aus 12 Fragmenten eines Kodex der Offenbarung. Mittels Paläographie wurde es auf die Mitte des dritten Jahrhunderts datiert, um 225–275 n. Chr. Das Institut für Neutestamentliche Textforschung gibt 3.–4. Jahrhundert an.

## Beschreibung
Der ursprüngliche Kodex hatte 33–36 Zeilen je Seite mit den Abmessungen 15,5 cm mal 23,5 cm. Von dem Text der Offenbarung sind noch die folgenden Verse erhalten geblieben: 2,1–3, 13–15, 27–29; 3,10–12; 5,8–9; 6,5–6; 8,3–8, 11–13; 9,1–5, 7–16, 18–21; 10,1–4, 8–11; 11,1–5, 8–15, 18–19; 12,1–5, 8–10, 12–17; 13,1–3, 6–16, 18; 14,1–3, 5–7, 10–11, 14–15, 18–20; 15,1, 4–7.
Der griechische Text des Kodex repräsentiert den Alexandrinischen Texttyp. Kurt Aland ordnete ihn in Kategorie I ein. {\displaystyle {\mathfrak {P}}}115 folgt dem Text des Codex Alexandrinus (A) und Codex Ephraemi Rescriptus (C).
Eine Besonderheit des Textes ist die Zahl des Tieres, die anstelle des üblichen mit 666 (chi, xi, stigma (ΧΞϚ)) mit 616 (chi, iota, stigma (ΧΙϚ)) angegeben wird.
Diese besondere Handschrift wurde erst am Ende des Zwanzigsten Jahrhunderts untersucht und veröffentlicht. Sie wird zurzeit im Ashmolean Museum in Oxford aufbewahrt.